# MER-B Opportunity
Az Opportunity (MER-B) az amerikai Mars Exploration Rover program második robotja. A Spirit (MER-A) marsjárótól 10 500 km-re szállt le, a Mars másik felén, a Meridiani Planumnak nevezett egyenlítői területen. A két robot tudományos célja a vörös bolygó talajának kémiai, fizikai vizsgálata. Mindkét leszállóhelyet úgy választották ki, hogy az addigi felvételek alapján ezeken a területeken látszódott a hajdani felszíni víz nyoma.
Mindkét szonda bizonyítékokat talált a víz valamikori jelenlétére a Marson.
A két marsjárót hivatalosan 90 napos élettartamra tervezték, mivel a kutatók eredeti feltételezése szerint ennyi idő alatt a napelem-táblákra ülepedő por miatt nem juthatnak több energiához. Nem számoltak azonban a Mars légköri aktivitásával, ami folyamatosan megtisztítja a napelemtáblákat, és aminek hatására 2014. január 24-én – pontosan tíz évvel a leszállás után - az Opportunity még működőképes volt, és továbbra is szolgáltatta az adatokat, ami példátlan sikernek számított.
A NASA 2019. február 13-án befejezettnek nyilvánította az Opportunity küldetését, miután 2018 augusztusa óta nincs kapcsolat az űrszondával. Az ember által épített eszközök közül eddig az Opportunity tette meg a leghosszabb távot idegen égitesten: 45,16 kilométert.

## Küldetés

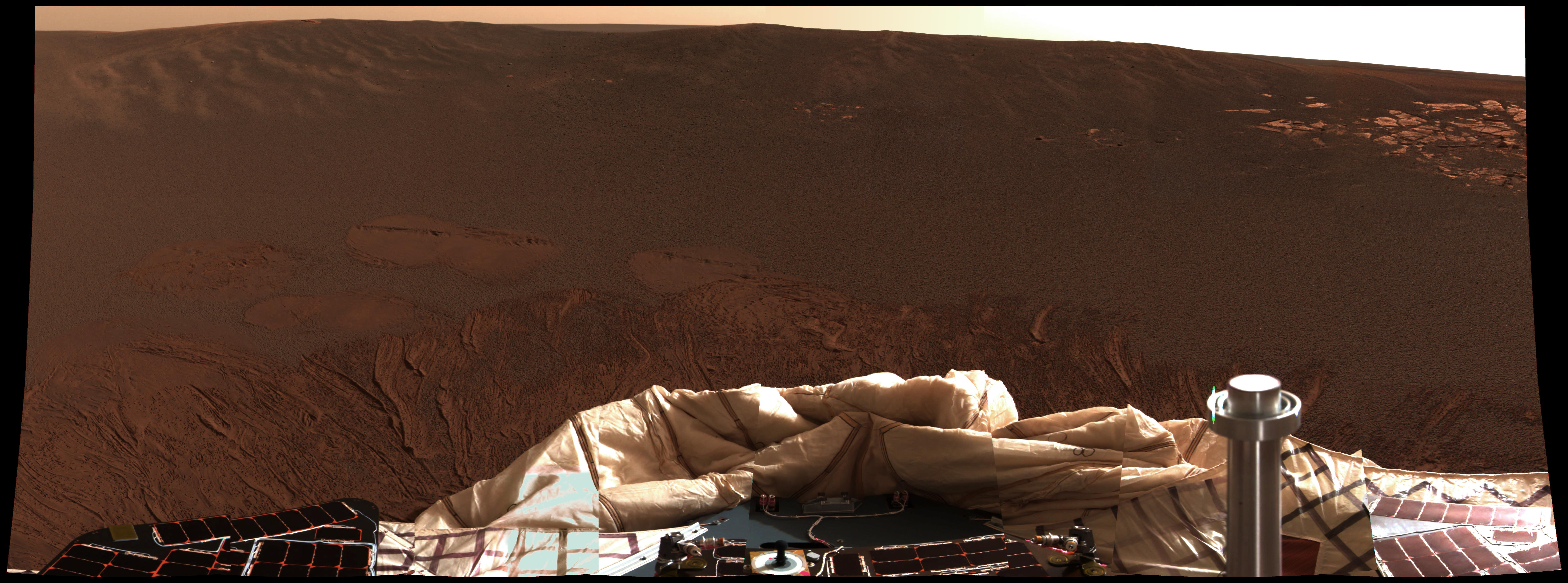
Az első színes panorámakép a landolási hely környezetéről

Az Opportunity 2004. január 25-én, közép-európai idő szerint 5.05-kor szállt le a Mars felszínére, pontosan három héttel azután, hogy "ikertestvére", a Spirit is sikeres leszállást hajtott végre. A leszállóhely 10 500 km-re, a Mars másik oldalán, a Meridiani-síkságon volt. Néhány órával a landolás után megérkeztek az Opportunity által készített első látványos felvételek a pasadenai irányítóközpontba. Ezek a Mars teljesen új arcát mutatták az addig ismertekhez képest. Az egyik képen a marsjáró robot leszálló szerkezete látszik, a háttérben a marsbéli tájjal. Néhány képen világos sziklák voltak kivehetők. Ezeket a sziklákat később alaposan megvizsgálták.
2004. január 27-én a szonda kinyitotta fő antennáját, és így már közvetlenül is kommunikálni tudott a földi irányítóközponttal. Az adatok továbbítására már nem kellett megvárni, hogy a két amerikai marsi műhold – a Mars Global Surveyor és a Mars Odyssey – valamelyike a leszállóhely fölé érkezzen, és vegye, illetve továbbítsa a Földre az Opportunity UHF-antennájának segítségével küldött jeleket.
Az Opportunity 2004. február 5-én tette meg az első métereket a Mars felszínén. Először indult el azután, hogy néhány nappal korábban legördült a leszállóegység platformjáról a bolygó poros talajára. Február 5-én mintegy 3,3 métert tett meg, másnapra még 1,5-et terveztek.
2004. március 2-án a NASA tudósai beszámoltak az Opportunity fontos felfedezéséről: a robot egy általa vizsgált szikladarabban olyan ásványi anyagokat talált, amelyek kizárólag víz jelenlétében alakulnak ki.
2005. május 2-án az Opportunity elakadt egy homokdűnében, de sikerült kiszabadulnia.
2008. szeptember 1-jére (Sol 1634) sikerült kijutnia a 800 méter átmérőjű és 70 m mélységű Victoria-kráterből, ahova 2007. szeptember 11-én ereszkedett le.
2011. augusztus elején elérte következő nagy célpontját, a 22 kilométer átmérőjű Endeavour-krátert.
2015 tavaszára a rover összesen egy maratonnyi távot tett meg a Mars felszínén.
2018. június 10-én a bolygó negyedrészére kiterjedő homokvihar megakadályozta az Opportunity működését, mivel a rover napelemei nem kaptak elég fényt a feltöltődéshez. A NASA mérnökei ekkor még tovább próbálkoztak a marsjáró felélesztésével.
2019. február 13-án a NASA hivatalosan is befejezettnek nyilvánította az Opportunity küldetését, végleg felfüggesztve a marsjáró felébresztésére tett próbálkozásokat.